# Stanisław Ormiński
Stanisław Ormiński (ur. 17 listopada 1911 w Porębie Górnej, zm. 13 czerwca 1987 w Rumi) – ksiądz salezjanin, muzyk, dyrygent i kompozytor, autor melodii Apelu Jasnogórskiego, patron Międzynarodowego Festiwalu Muzyki Religijnej im. Ks. Stanisława Ormińskiego.

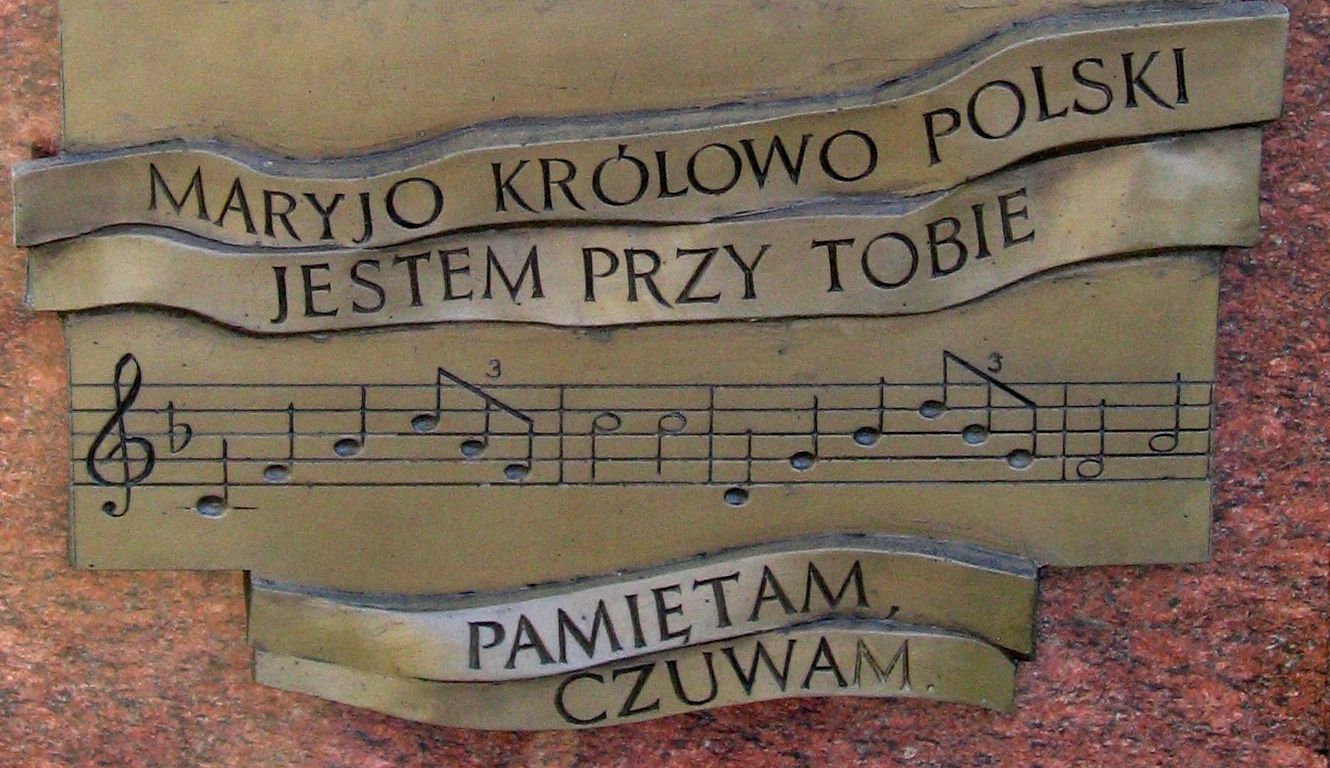
Melodia Apelu Jasnogórskiego z pomnika księdza Stanisława Ormińskiego w Rumi

## Edukacja muzyczna
W roku 1934 w Sokołowie Podlaskim złożył profesję wieczystą i następnie wyjechał na studia teologiczne do Krakowa. 28 maja 1938 przyjął święcenia kapłańskie z rąk biskupa Stanisława Rosponda. Bezpośrednio po ukończeniu studiów teologicznych i przyjęciu święceń kapłańskich w 1938 r. trafił do Warszawy, gdzie podjął naukę w Państwowym Konserwatorium Muzycznym. Studiował m.in. u prof. K. Sikorskiego, prof. W. Laskiego, prof. T. Traube, prof. B. Rutkowskiego. 

## Działalność konspiracyjna
W latach 1939–1944 zaangażował się w działalność konspiracyjną. Był kapelanem Oddziału AK Powiśle w Okręgu Warszawskim. Służbę wojskową odbył w szeregach Służby Zwycięstwu Polski, Związku Walki Zbrojnej i Armii Krajowej. Został zaprzysiężony w październiku 1939 r. pod pseudonimem Pałka. Wziął czynny udział w powstaniu warszawskim. Jako kapelan został przydzielony do Zgrupowania Krybara. Opracował m.in. metodę budowy barykady pod bezpośrednim obstrzałem nieprzyjaciela. W czasie okupacji prowadził ponad stuosobowy chór w salezjańskim kościele pw. św. Rodziny na Powiślu. Był to jedyny chór działający regularnie w okupowanej Warszawie.

## Życiorys zawodowy
Po powstaniu w obawie przed kolejnym aresztowaniem ukrywał się w Krakowie. Od 1945 roku pracował w Liceum Ogólnokształcącym w Aleksandrowie Kujawskim jako nauczyciel muzyki i śpiewu. Prowadził stuosobowy młodzieżowy chór mieszany, dwie orkiestry dęte oraz orkiestrę kameralną. W latach 1954–1957 pracował w Salezjańskim Instytucie Filozoficznym w Kutnie. Prowadził chór męski oraz orkiestrę dętą, a także kontynuował praktyczne ćwiczenia emisji głosu u prof. K. Święcickiej w Toruniu. W 1956 roku skomponował najbardziej znaną melodię Apelu Jasnogórskiego. Od 1957 do 1961 roku był wykładowcą w Średniej Szkole Muzycznej Organistowskiej w Przemyślu. Uczył m.in. gry na fortepianie według opracowanej przez siebie metody, zalecanej do stosowania przez prof. B. Rutkowskiego. Tam również prowadził chór mieszany, z którym dawał liczne koncerty z udziałem orkiestry symfonicznej Towarzystwa Muzycznego w Przemyślu. Od 1961 roku do ostatnich dni życia prowadził chór mieszany „Lira”, orkiestrę dętą, chór emerytek „Rumowia” i scholę dziecięcą przy parafii pod wezwaniem NMP Wspomożenia Wiernych w Rumi. 

## Nagrody
Otrzymał nagrodę Wydziału Kultury i Sztuki Urzędu Wojewódzkiego w Gdańsku za pracę dla kultury Polskiej. W roku 1986 z okazji jubileuszu 25-lecia pracy artystycznej z chórem „Lira” otrzymał najwyższe odznaczenie PZChiO – Odznakę Złotą z Wieńcem Laurowym. W uznaniu jego działalności konspiracyjnej w dniu 14 marca 1980 r. w Londynie nadano mu Krzyż Armii Krajowej. Ponadto był odznaczony Srebrnym Krzyżem Zasługi z Mieczami i Medalem Wojska.